# Alessandro Gonzaga (1520-1580)
Alessandro Gonzaga (Mantova, 1520 – Mantova, 1580) è stato un condottiero italiano.

## Biografia
Era il figlio naturale di Federico II Gonzaga e della sua amante Isabella Boschetti.
Uomo d'armi, fu al servizio di Ferrante I Gonzaga nella Fiandre, dell'imperatore Carlo V e di Filippo II di Spagna contro i francesi. Ricoprì incarichi diplomatici per la corte gonzaghesca e fu consigliere di stato. Morì all'età di 60 anni nel 1580.

## Discendenza
Alessandro ebbe quattro figli:
- Alessandra, monaca
- Fabio, generale di cavalleria di Filippo II, Nel 1589 era maggiordomo di Vincenzo I e governatore del Marchesato del Monferrato dal 1601.
- Alessandro il Giovane (?-1588), fu capitano di cavalleria della guardia di Guglielmo Gonzaga, e paggio dell'imperiale di Massimiliano II. Sposò Francesca Guerrieri Gonzaga.[2]
- Ippolita, monaca

## Ascendenza
|                       |                       |                        | Genitori                         |  |  | Nonni |  |  | Bisnonni           |  |  | Trisnonni            |  |
|                       |                       |                        |                                  |  |  |       |  |  | Federico I Gonzaga |  |  | Ludovico III Gonzaga |  |
|                       |                       |                        |                                  |  |  |       |  |  | Federico I Gonzaga |  |  | Ludovico III Gonzaga |  |
|                       |                       | Barbara di Brandeburgo |                                  |  |  |       |  |  | Federico I Gonzaga |  |  |                      |  |
| Francesco II Gonzaga  |                       |                        |                                  |  |  |       |  |  | Federico I Gonzaga |  |  |                      |  |
|                       |                       | Margherita di Baviera  | Alberto III di Baviera           |  |  |       |  |  |                    |  |  |                      |  |
|                       |                       | Margherita di Baviera  | Alberto III di Baviera           |  |  |       |  |  |                    |  |  |                      |  |
|                       |                       | Margherita di Baviera  | Anna di Braunschweig-Grubenhagen |  |  |       |  |  |                    |  |  |                      |  |
| Federico II Gonzaga   |                       | Margherita di Baviera  |                                  |  |  |       |  |  |                    |  |  |                      |  |
|                       |                       | Ercole I d'Este        | Niccolò III d'Este               |  |  |       |  |  |                    |  |  |                      |  |
|                       |                       | Ercole I d'Este        | Niccolò III d'Este               |  |  |       |  |  |                    |  |  |                      |  |
|                       |                       | Ercole I d'Este        | Ricciarda di Saluzzo             |  |  |       |  |  |                    |  |  |                      |  |
| Isabella d'Este       |                       | Ercole I d'Este        |                                  |  |  |       |  |  |                    |  |  |                      |  |
|                       |                       | Eleonora d'Aragona     | Ferdinando I di Napoli           |  |  |       |  |  |                    |  |  |                      |  |
|                       |                       | Eleonora d'Aragona     | Ferdinando I di Napoli           |  |  |       |  |  |                    |  |  |                      |  |
|                       |                       | Eleonora d'Aragona     | Isabella di Chiaromonte          |  |  |       |  |  |                    |  |  |                      |  |
| Alessandro Gonzaga    |                       | Eleonora d'Aragona     |                                  |  |  |       |  |  |                    |  |  |                      |  |
|                       | Albertino V Boschetti | Alberto Boschetti      |                                  |  |  |       |  |  |                    |  |  |                      |  |
|                       | Albertino V Boschetti | Alberto Boschetti      |                                  |  |  |       |  |  |                    |  |  |                      |  |
|                       | Albertino V Boschetti | Giovanna Rangoni       |                                  |  |  |       |  |  |                    |  |  |                      |  |
| Giacomo Boschetti     | Albertino V Boschetti |                        |                                  |  |  |       |  |  |                    |  |  |                      |  |
|                       |                       | Diamante Castaldi      | …                                |  |  |       |  |  |                    |  |  |                      |  |
|                       |                       | Diamante Castaldi      | …                                |  |  |       |  |  |                    |  |  |                      |  |
|                       |                       | Diamante Castaldi      | …                                |  |  |       |  |  |                    |  |  |                      |  |
| Isabella Boschetti    |                       | Diamante Castaldi      |                                  |  |  |       |  |  |                    |  |  |                      |  |
|                       |                       | …                      | …                                |  |  |       |  |  |                    |  |  |                      |  |
|                       |                       | …                      | …                                |  |  |       |  |  |                    |  |  |                      |  |
|                       |                       | …                      | …                                |  |  |       |  |  |                    |  |  |                      |  |
| Polissena Castiglioni |                       | …                      |                                  |  |  |       |  |  |                    |  |  |                      |  |
|                       |                       | …                      | …                                |  |  |       |  |  |                    |  |  |                      |  |
|                       |                       | …                      | …                                |  |  |       |  |  |                    |  |  |                      |  |
|                       |                       | …                      | …                                |  |  |       |  |  |                    |  |  |                      |  |
|                       |                       | …                      |                                  |  |  |       |  |  |                    |  |  |                      |  |